# Paddy Ashdown

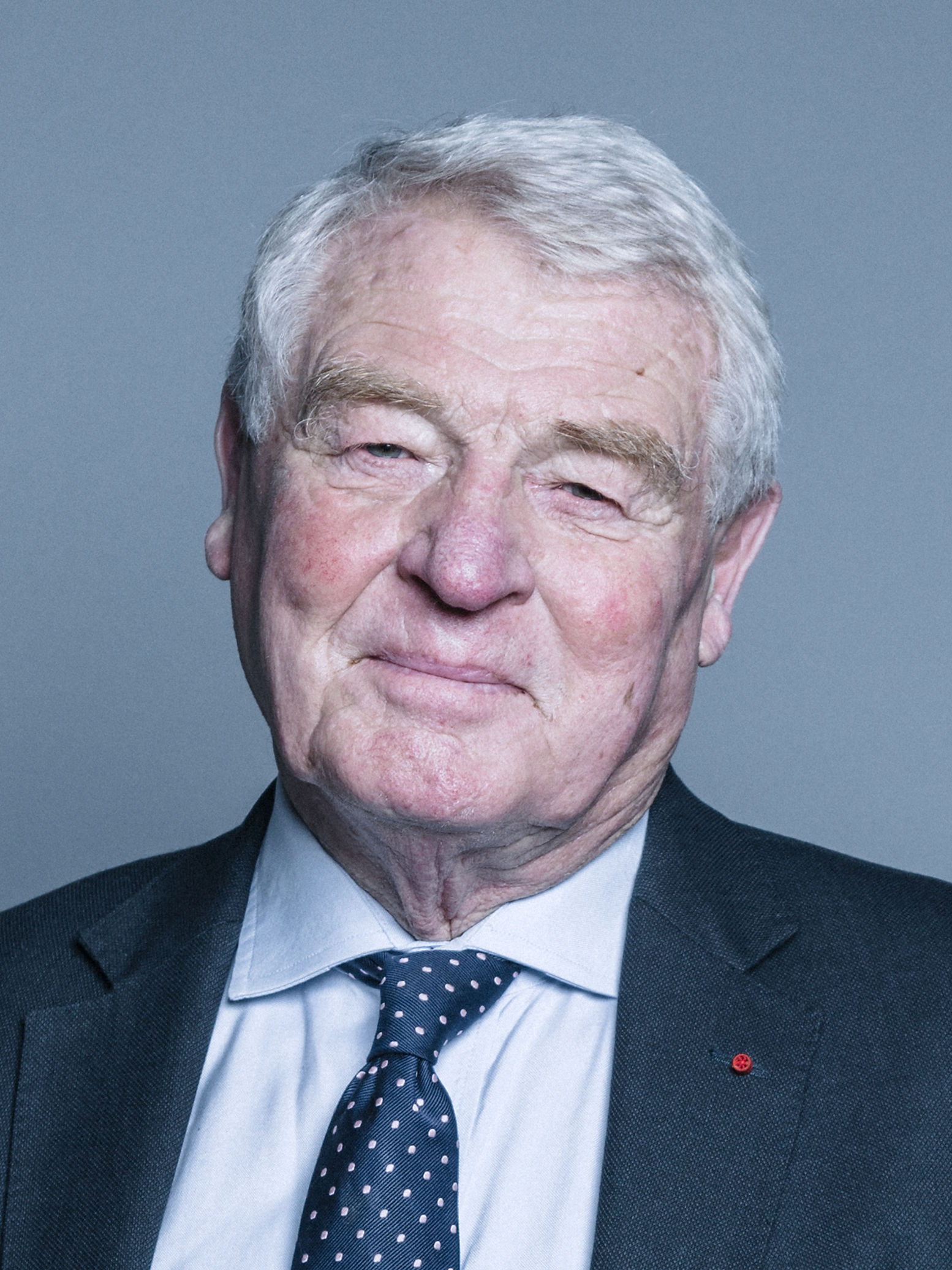
Paddy Ashdown (2018)

Jeremy John Durham Ashdown, Baron Ashdown of Norton-sub-Hamdon, GCMG, CH, KBE, PC (* 27. Februar 1941 in Neu-Delhi, Indien; † 22. Dezember 2018), allgemein als Paddy Ashdown bekannt, war ein britischer Politiker, der zwischen 1988 und 1999 Vorsitzender der Liberaldemokraten und zwischen 2002 und 2006 Hoher Repräsentant für Bosnien und Herzegowina der Vereinten Nationen in Bosnien und Herzegowina war. Er war Peer auf Lebenszeit.

## Biografie
Ashdown wurde als ältestes von sieben Kindern in Neu-Delhi in Indien geboren, wo sein Vater als Hauptmann in der Britisch-Indischen Armee dem 14. Punjab & RIASC diente. Den größten Teil seiner Kindheit verbrachte er in Nordirland, wo er auch zu seinem Spitznamen Paddy kam. Seine Ausbildung erhielt er an der Bedford School in England. Zwischen 1959 und 1972 diente er als Offizier bei den Royal Marines in Spezialkräftekommandos als Nahkampfspezialist und als Kampfschwimmer. Nach seinem Abschied aus der Marine arbeitete er beim britischen Außenministerium, in der Industrie und als Jugendsozialarbeiter. Behauptungen, er habe für den Auslandsgeheimdienst MI6 gearbeitet, als er in den 1970er Jahren als Diplomat in Genf tätig war, wurden von ihm nicht kommentiert.
Ashdown war ab 1975 Mitglied der Liberal Party und wurde 1983 als Abgeordneter des Wahlkreises Yeovil (Grafschaft Somerset) in das House of Commons gewählt. Im Parlament war er Sprecher der 1981 gegründeten Allianz aus Liberals und Social Democratic Party (SDP) für Handel und Industrie, später für Bildung. Nach dem Zusammenschluss der Liberal Party mit der SDP wurde er 1988 Vorsitzender der Social and Liberal Democrats und blieb dies auch, nachdem sich die Partei in Liberal Democrats umbenannt hatte. Er führte die Liberaldemokraten in den nationalen Wahlen von 1992 und 1997.
Als Vorsitzender war er Befürworter der Kooperation zwischen Liberaldemokraten und „New Labour“ und nahm regelmäßig an geheimen Treffen mit Tony Blair zur Planung einer Koalitionsregierung teil. Nach Labours Sieg 1997 trat ein vereinter Kabinettsausschuss – die Jenkins-Kommission mit dem Liberaldemokraten Peer Roy Jenkins als Vorsitzendem – zusammen, um eine Wahlrechtsreform zu erwägen, Ashdowns Schlüsselforderung. Der Plan, die Liberaldemokraten an die Regierung zu bringen, setzte sich gemäß Ashdowns publizierten Tagebüchern fort, aber scheiterte am Widerstand der älteren Labour-Minister.
Ashdown trat 1999 als Vorsitzender zurück, sein Nachfolger wurde Charles Kennedy. Zur Unterhauswahl 2001 trat Ashdown nicht mehr an und schied aus dem House of Commons aus. Stattdessen wurde er am 10. Juli 2001 als Baron Ashdown of Norton-sub-Hamdon, of Norton-sub-Hamdon in the County of Somerset, zum Life Peer erhoben und dadurch Mitglied des House of Lords.

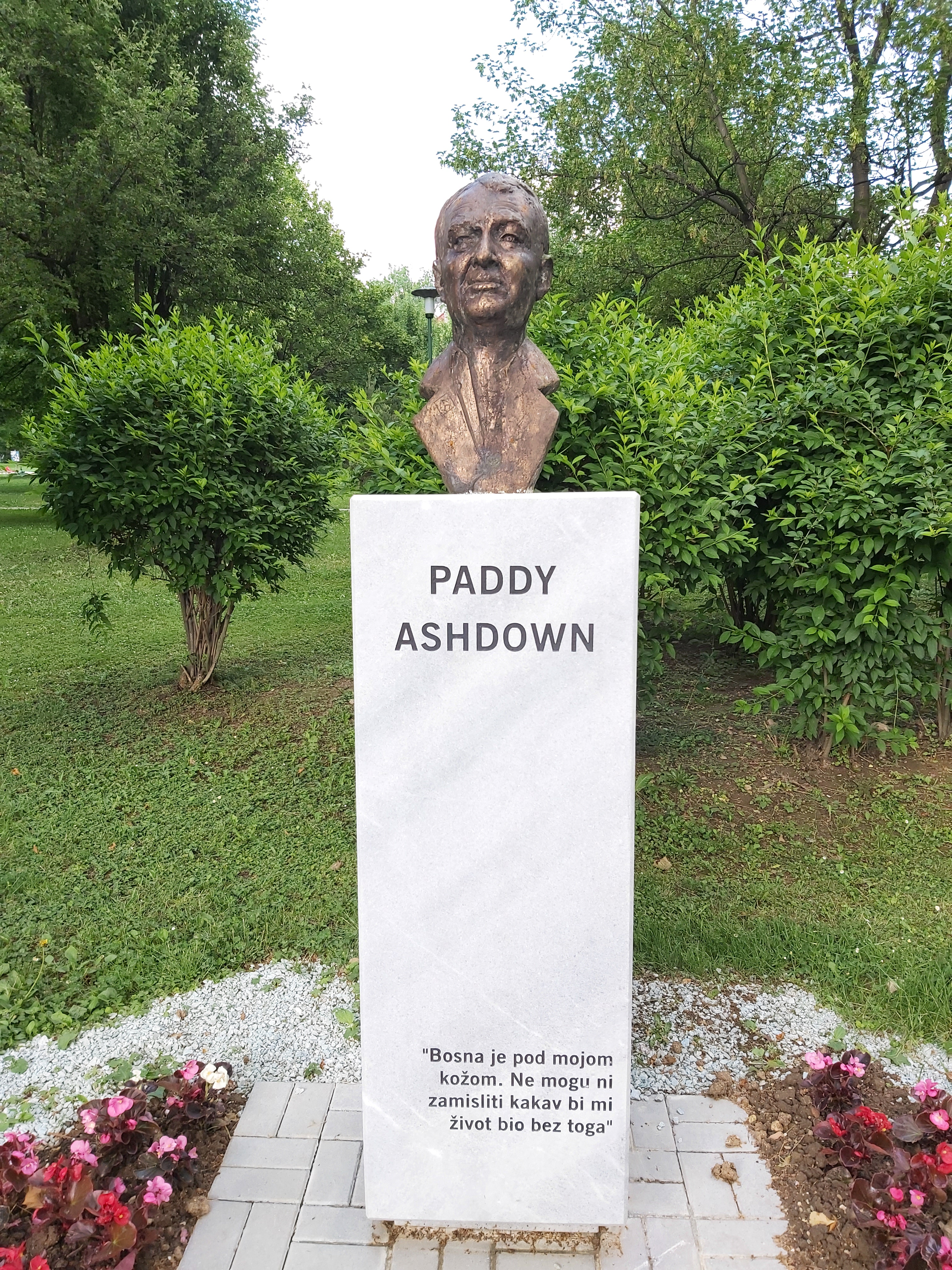
Paddy Ashdown, Sarajevo

Am 27. Mai 2002 übernahm er den Posten des Hohen Repräsentanten in Bosnien-Herzegowina. Bereits in den 1990ern hatte er sich lange für eine internationale Intervention in der Balkanregion engagiert. Er folgte in dieser durch das Abkommen von Dayton geschaffenen Position Wolfgang Petritsch nach. Seine Amtszeit endete am 31. Januar 2006.
Ashdown war verheiratet, hatte zwei Kinder und zwei Enkelkinder. Er sprach mehrere Sprachen, unter anderem fließend Hochchinesisch.
Im Oktober 2018 wurde bei Ashdown Blasenkrebs diagnostiziert. Er starb am 22. Dezember 2018 im Alter von 77 Jahren. Am 10. Januar 2019 fand der Trauergottesdienst in der St. Mary’s Church, Norton Sub Hamdon, in Somerset, statt wo er auch beerdigt wurde.

## Werke
- The Ashdown Diaries, Band 1. 1988–1997, ISBN 0-14-029775-8.
- The Ashdown Diaries, Band 2. 1997–1999, ISBN 0-14-029776-6.